# Dünamünder Schanze

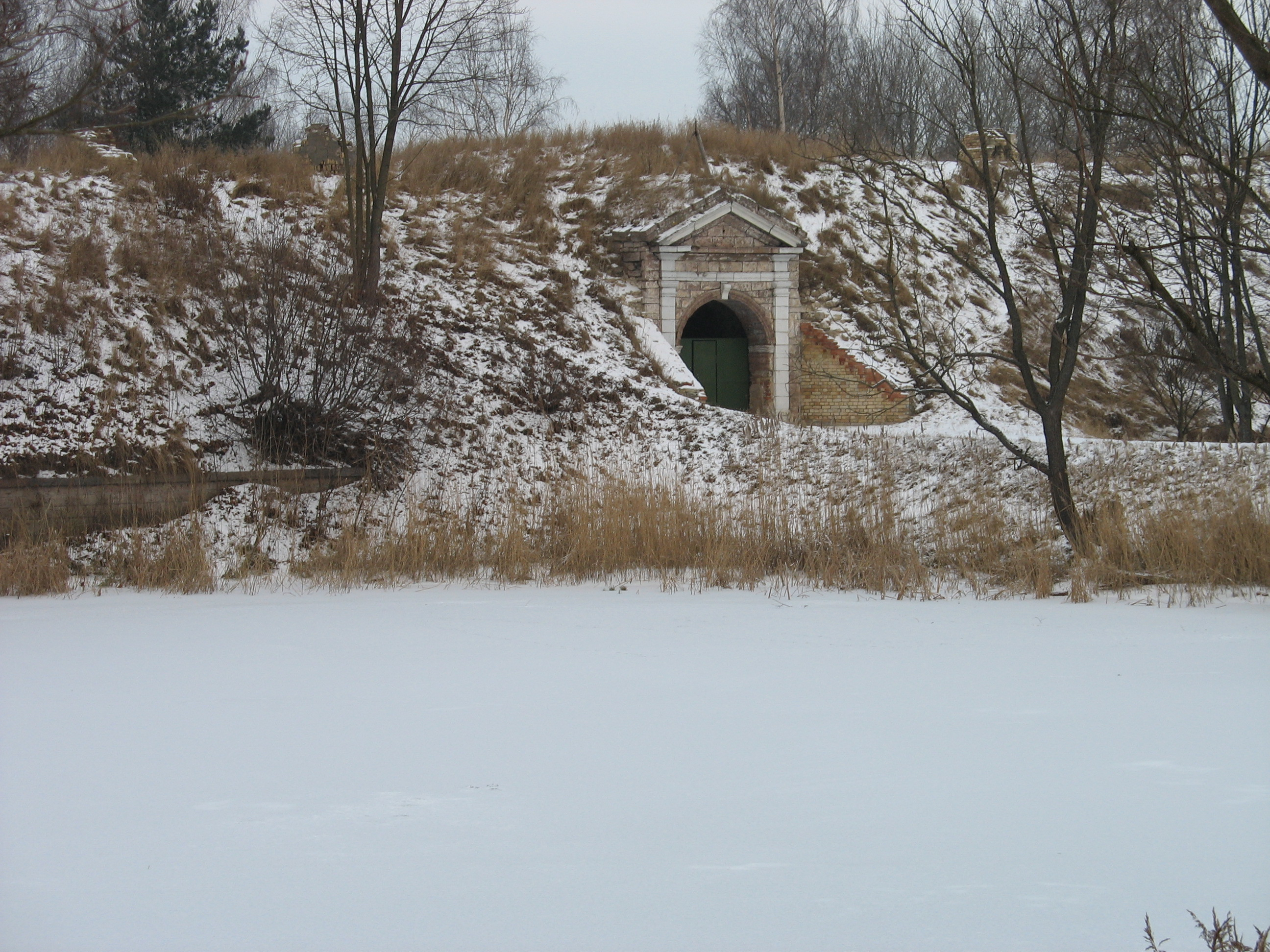
Eingang der Festung heute

Die Dünamünder Schanze oder Festung Dünamünde stammt aus dem 17. Jahrhundert und liegt an der Mündung der Düna in die Ostsee, elf Kilometer von der landeinwärts gelegenen Rigaer Altstadt entfernt. Die Umrisse der Festung und der Festungsgraben sind bis heute sichtbar.
Die Festung darf nicht mit der Burg Dünamünde verwechselt werden, die auf der gegenüberliegenden Seite der Mündung lag. Diese wurde 1208 ursprünglich als Kloster Daugavgrīva erbaut und 1305 vom Deutschen Ritterorden übernommen.

## Geschichte

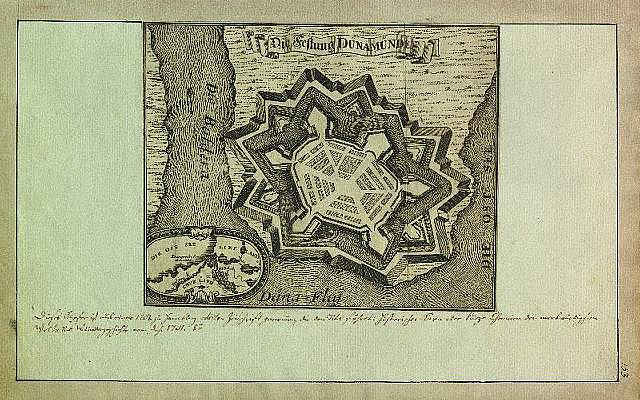
Die Festung um 1700

1561 während des Livländischen Krieges kam der heutige Bezirk Dünamünde zu Polen-Litauen. In der zweiten Hälfte des 16. Jahrhunderts verlagerte sich das Flussbett der Düna um fünf Kilometer nach Westen. Daraufhin errichteten die Polen eine neue kleine Schanze nahe der neuen Flussmündung. 1582 wurde die neue Festung von König Stephan Báthory inspiziert. Er benannte diese Festung in Dünamünde um. Im August 1608 wurde die Festung von den Schweden unter Friedrich Joachim Mansfeld erobert, die sie in Neumünde unbenannten. In den 1640er Jahren wurde unter der Leitung des schwedischen Generals Rothenburg eine moderne Festung mit fünf Bastionen und zwei Toren errichtet. Die Steine von den Wällen der alten Burg wurde für die Neukonstruktion der Festung verwendet. Die Schanze sollte die Zufahrt auf der Düna nach Riga überwachen. Im letzten Viertel des Jahrhunderts wurde die Festung modernisiert: Es wurde eine sechste Bastion erbaut, dazu kamen neue Kasematten und ein Pulverkeller.

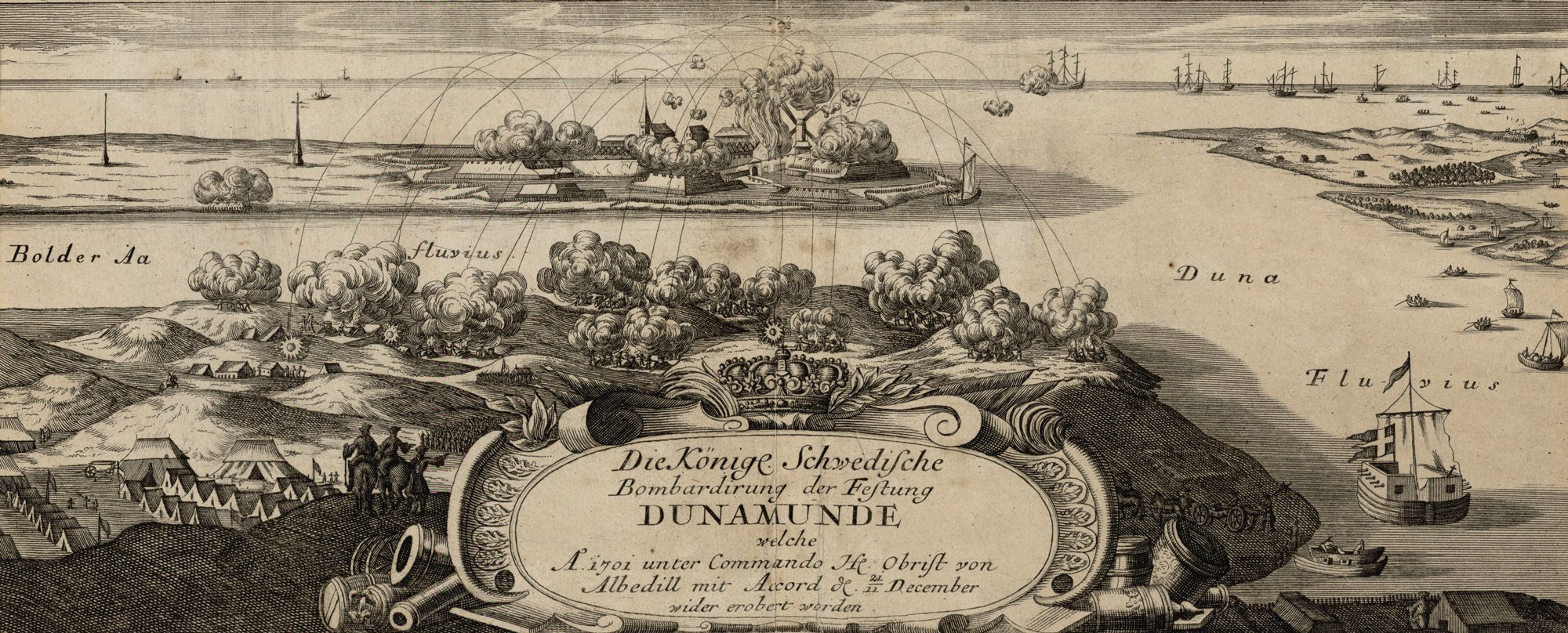
Die schwedische Armee bombardiert die Schanze nach der Schlacht an der Düna 1701

1695 wurde Kapitän Heinrich Nicolaus Rüdinger Kommandant der Schanze. Joachim Cronman folgte ihm nach und starb am 5. März 1703. Im März 1700 wurde die selbstständige Festung Dünamünde von einem sächsischen Heer belagert und am 13. März gestürmt. Der schwedische Kommandeur von Budberg, der mit 500 Mann die Festung verteidigte, kapitulierte nach zwei Tagen Gegenwehr. Die Verluste unter den Sachsen waren hoch: 248 Tote und 435 Verwundete. Dadurch wurde Riga von der Zufuhr zur Ostsee abgeschnitten und konnte durch die Sachsen belagert werden. Die Sieger benannten die Schanze zu Ehren Augusts des Starken in Augustusburg um. Doch kurz darauf zogen sich die Sachsen wieder zurück, hinterließen aber eine Besatzung.
Nach der Schlacht an der Düna 1701 wurde die Schanze vom schwedischen Heer nach einer kurzen Belagerung wieder zurückerobert. Am 10. August 1710 fiel die Schanze nach einer erneuten Belagerung nun in russischen Besitz. Die verbliebenen 45 Schweden erhielten freien Abzug. Die Russen bauten die Festung wieder auf. 1742 wurden Regentin Anna Leopoldowna, ihr Mann Anton Ulrich und ihr Sohn Iwan VI. in Dünamünde eingekerkert. Die Festung und ihre Vorwerke wurden im Ersten und Zweiten Weltkrieg wieder mobilisiert.